# Brunnesjön
Brunnesjön är en sjö i Härnösands kommun i Ångermanland och ingår i Gådeåns huvudavrinningsområde. Sjön har en area på 0,591 kvadratkilometer och ligger 49,2 meter över havet. Sjön avvattnas av vattendraget Gådeån (Helgumsån).

## Delavrinningsområde
Brunnesjön ingår i det delavrinningsområde (694906-159426) som SMHI kallar för Utloppet av Brunnesjön. Medelhöjden är 108 meter över havet och ytan är 8,63 kvadratkilometer. Räknas de 24 avrinningsområdena uppströms in blir den ackumulerade arean 158,18 kvadratkilometer. Avrinningsområdets utflöde Gådeån (Helgumsån) mynnar i havet. Avrinningsområdet består mestadels av skog (60 procent), öppen mark (13 procent) och jordbruk (16 procent). Avrinningsområdet har 0,63 kvadratkilometer vattenytor vilket ger det en sjöprocent på 7,3 procent.